# Ulica Józefa Piłsudskiego w Stargardzie
Ulica Józefa Piłsudskiego w Stargardzie (d. Jobststr, Armii Czerwonej) – jedna z głównych ulic miasta, mierzy ok. 1,5 km, wiedzie od Pl. Wolności w kierunku północno-zachodnim. 
Ulica była jednym z głównych traktów średniowiecznego Stargardu, w kierunku Goleniowa. Na przełomie XIX i XX wieku zaczęto ją zabudowywać kamienicami mieszczańskimi w stylu secesji. Jej nazwa (Jobststr., ul. Jobsta) od początku istnienia do 1945 nie ulegała zmianie, po wojnie przemianowano ją na Armii Czerwonej. Obecną nazwę ulica zyskała w 1989 roku. Pierwotnie ulica nosiła wspólną nazwę z ul. Czarnieckiego (Jobststr.), w latach 30. XX wieku wydzielono tamten fragment i nadano mu nazwę Hindenburgstr.
Przy Piłsudskiego 105 znajduje się Stargardzkie Centrum Kultury, a pod numerem 83 placówka Poczty Polskiej – Stargard 5, ponadto liczne sklepy, placówki banków, kawiarnie i restauracje. W planie inwestycyjnym Stargardu na lata 2007-2011 ulica przeznaczona jest na deptak. 
Na odcinku od Pl. Wolności do Konopnickiej jest jednokierunkowa (ruch w kierunku południowym) jej uzupełnieniem jest ul. Wojska Polskiego
Przez ulicę przebiegają linie autobusowe MZK: 1, 11, 12, 18, 19.